# Tarsābād
Tarsābād (persiska: ترس آباد) är en ort i Iran.   Den ligger i provinsen Västazarbaijan, i den nordvästra delen av landet, 700 km väster om huvudstaden Teheran. Tarsābād ligger 2 102 meter över havet och antalet invånare är 539.
Terrängen runt Tarsābād är huvudsakligen kuperad. Tarsābād ligger nere i en dal. Runt Tarsābād är det ganska tätbefolkat, med 56 invånare per kvadratkilometer. Närmaste större samhälle är Berūshkhvārān, 17,8 km sydost om Tarsābād. Trakten runt Tarsābād består i huvudsak av gräsmarker.